# Aerodinamički potisak
Aerodinamički potisak (eng. downforce) je sila koja pritišće automobil, češće bolid Formule 1 prema dolje (na površinu asfalta) te tako povećava prianjanje gume o podlogu i omogućava brže prolaske kroz zavoje (bez bočnog proklizavanja), te mora smanjiti otpor zraka. Ta sila je po smjeru suprotna uzgonu, te grip bolida ovisi najviše baš o aerodinamici bolida (80 %) i preostalo o gumama. Glavno pravilo aerodinamike u Formuli 1 je: stvoriti što više downforcea uz što manji otpor zraka.

## Namjena i princip rada
Tri najveće i najvažnije aerodinamičke komponente generiraju različitu količinu downforcea, ovisno o potrebi, a srednje veličine su da difuzor proizvodi približno 40% downforca, stražnje krilo 35%, dok prednje krilo proizvodi otprilike 25% ukupnog downforca dobivenog aerodinamikom. Povećavanjem downforcea povećava se grip guma, a samim time se poboljšava ležanje bolida u zavojima, čime može brže prolaziti kroz zavoje, te se automatski dobiva na vremenu, što je cilj. Downforce raste s kvadratom brzine, što znači da ako se brzina poveća 5 puta, downforce će se povećati 25 puta. Primjena koliko downforcea treba bolidu ovisi o aerodinamičnim zahtjevima pojedine staze. Uske i spore staze kao što je Monte Carlo trebaju više downforcea, a brzim stazama kao što je Monza treba imat što manje downforcea kako bi imali velike brzine na ravnim dijelovima staze i što manji otpor zraka.

## Primjena u Formuli 1
Kasnih 60-ih nekoliko momčadi je počelo eksperimentirati s spojlerima, koji su služili da bolid pritišće prema dolje. Onda se krenulo s pokusima pomičnih krilca, dok se u sezoni 1970. ograničila veličina i mjesto postavke krilca. Do sredine 1970. godine otkrio se efekt tla (eng. ground effect), downforce. Lotusovi tehničari su otkrili da bi se cijeli bolid mogao ponašati kao jedno veliko krilo i tako bi bio pričvršćen uz tlo. Krajnost je bila kreacija Gordona Murrayja koji je postavio ventilator na bolid koji je stvarao ogroman downforce. To je već nakon jedne utrke bilo zabranjeno, te je ubrzo i pravilima određeno koliko bolid može proizvoditi downforcea.
Načelo rada krila u F1 bolidu je da radi na principu razlike tlakova (pritiska) između gornje i donje površine krila. Za veći downforce, poželjna je što veća razlika tlakova između donje i gornje strane krila. Isto tako, difuzor i dimnjaci pomažu stražnjem krilu da na donji dio bude ostvaren manji tlak (difuzor daje brži, nisko tlačni zrak, a dimnjak daje topliji, također nisko tlačni zrak), te pošto je mnogo veći tlak na gornjoj strani krila, dolazi do stvaranja downforcea. U zadnje vrijeme upravo su difuzori, točnije dvostruki difuzor bio ključan u osvajanju naslova prvenstva Forumule 1. Ipak, FIA-a je odlučila u iznesenom pravilniku da su od 2011. zabranjeni dvostruki difuzori.